# Étais-la-Sauvin
Étais-la-Sauvin là một xã của Pháp,tọa lạc ở tỉnh Yonne trong vùng Bourgogne.

## Hành chính
Danh sách thị trưởng:
- 1892 đến 1904: Eliacin Tournier;
- 1904 đến 1907: Laurent Devilliers;
- 1908 đến 1909: Jules Fabre;
- 1909 đến 1912: Jules Martin;
- 1912 đến 1919: Louis Coignet;
- 1919 đến 1938: Paul Poirier;
- 1938 đến 1941: Paulin Thomas;
- 1941 đến 1944: được giao cho một phái đoàn đặc biệt;
- 1944 đến 1947: Paulin Thomas;
- 1947 đến 1954: Paul Boutron;
- 1954 đến 1959: Jean Mayer;
- 1959 đến 1983: Fernand Simoneau;
- 1983 đến 2001: Louis Lièvre;
- 2001 đến 2008: Bernard Cheveau;
- Từ năm 2008: Claude Macchia.

## Thông tin nhân khẩu
| Năm | 1962 | 1968 | 1975 | 1982 | 1990 | 1999 |
| --- | ---- | ---- | ---- | ---- | ---- | ---- |
| Dân số | 810  | 882  | 787  | 754  | 696  | 692  |
| From the year 1962 on: No double counting—residents of multiple communes (e.g. students and military personnel) are counted only once. |      |      |      |      |      |      |